# Waldemar Remde
Waldemar Remde (* 8. November 1920 in Jena; † 19. August 1985 in Potsdam) war ein deutscher Mediziner und Hochschullehrer. Er war Vorsitzender der Gesellschaft für Hämatologie und Bluttransfusion der DDR.

## Leben und Werk
Nach dem Abitur wurde er zum Wehrdienst eingezogen. Im Krieg wurde er 1939 dienstunfähig verletzt. Ab 1940 studierte er Medizin an der Universität Jena sowie in Danzig, Freiburg im Breisgau und Stockholm, bis er 1945 in Jena promovierte. Seine Weiterbildung zum Chirurgen musste er aus gesundheitlichen Gründen unterbrechen. Er wechselte 1947 an die Medizinische Universitätsklinik in Jena unter Walter Brednow. Dort habilitierte er 1956 mit einer experimentell-klinischen Arbeit über Antikoagulantienbehandlung.
Er litt früh an akquirierter Tuberkulose und starb am 19. August 1985 infolge einer unheilbaren Krankheit.
Er war verheiratet und hatte vier Kinder.

## Wirken
Ab 1958 war er an der Universität Jena Privatdozent und wurde 1963 zum Professor mit Lehrauftrag ernannt.
Er wurde Prodekan und nach der Emeritierung von Brednow kommissarischer Direktor des Instituts für Blutforschung und Blutspendewesen sowie stellvertretender Direktor der Medizinischen Universitätsklinik in Jena. Das zuständige Ministerium in Berlin verhinderte aus politischen Gründen seine schon eingeleitete und von deutschen Universitäten befürwortete Berufung.
Von 1968 bis zu seinem Tod leitete er die Medizinische Klinik des Bezirkskrankenhauses Potsdam.
1967 wurde die Sektion Hämophilie in der Gesellschaft für Hämatologie und Bluttransfusion der DDR auf seine Initiative etabliert, die er bis zu seinem Tode leitete. Von 1968 bis 1970 war Remde Vorsitzender der Gesellschaft.
Unter seiner Leitung fanden 1972, 1977 und 1982 drei wissenschaftliche Potsdamer Hämophilie-Symposien mit internationaler Beteiligung statt.

## Schriften (Auswahl)
- Untersuchungen der Galle auf Diastase und Bakterien unter besonderer Berücksichtigung des Bacillus M°artenssoni. Uppsala, Stockholm 1944.
- Experimentell-klinische Untersuchungen über die pharmakologische Wirkung der Anticoagulantien unter besonderer Berücksichtigung der Vorphase der Blutgerinnung. Jena 1956.
- mit Gerhart Jorns: Nachsorge nach chirurgischen Eingriffen. 2., bearb. Auflage. Berlin 1982.
- Störungen der Blutgerinnung […] Berlin 1984.

## Ehrungen
- 1981: Ehrenmitglied der Deutschen Gesellschaft für Hämatologie und Medizinische Onkologie[2]